# Myślenickie Turnie

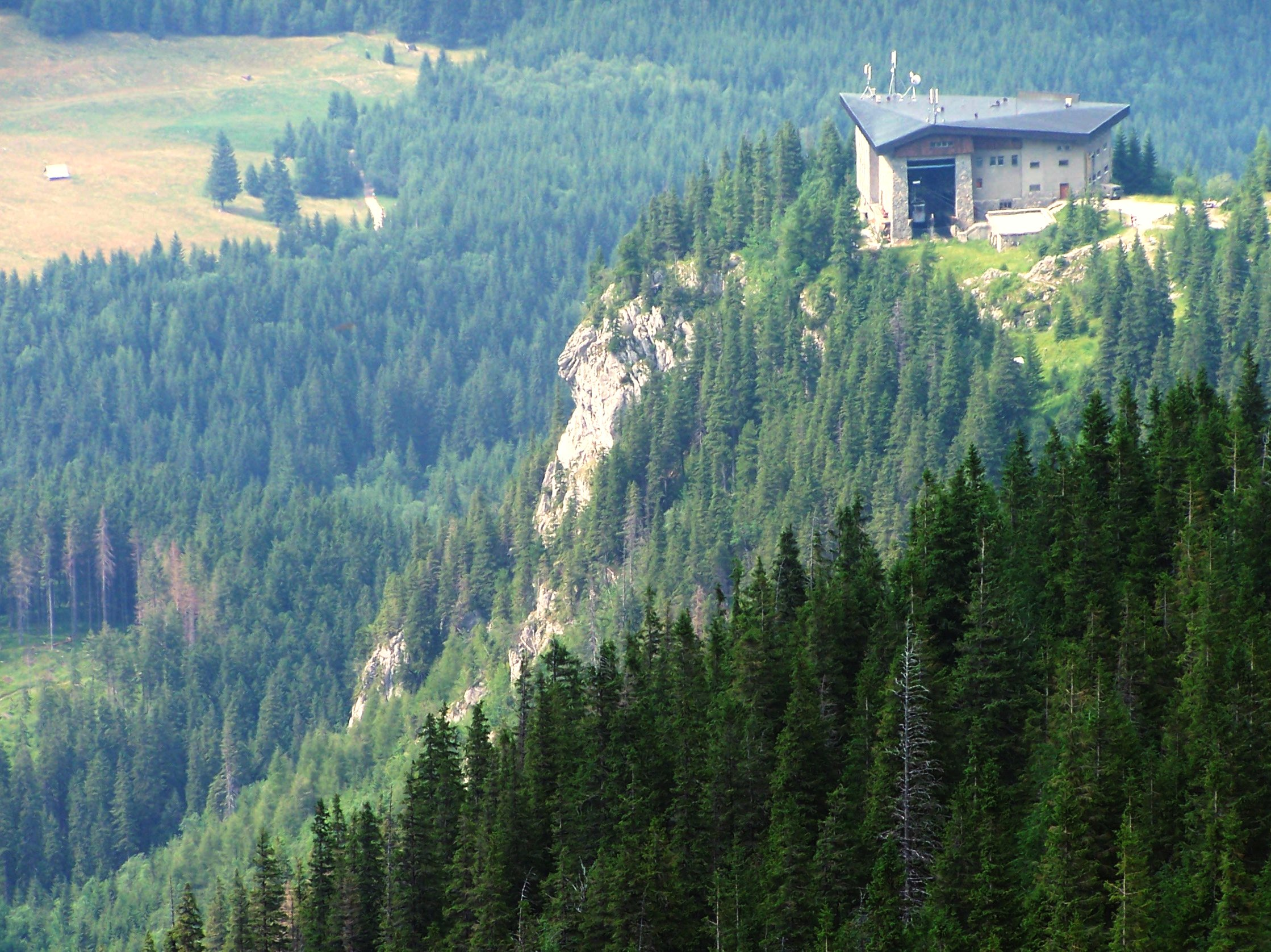
Seilbahnstation

Die Myślenickie Turnie ist ein Berg in der polnischen Westtatra mit 1354 Metern Höhe im Massiv des Kasprowy Wierch.

## Lage und Umgebung
Die Staatsgrenze verläuft über den Hauptgrat der Tatra. Die Myślenickie Turnie befindet sich nördlich des Hauptkamms. Nördlich des Gipfels liegt das Tal Dolina Goryczkowa pod Zakosy und das Tal Dolina Sucha Kasprowa.

## Tourismus
Die Myślenickie Turnie ist bei Wanderern beliebt.

### Routen zum Gipfel
Der Wanderweg auf die Myślenickie Turnie führt von Zakopane.
- ▬ Der grün markierte Wanderweg führt von Kuźnice auf den Gipfel und über die Sucha Czuba auf den Kasprowy Wierch.

Als Ausgangspunkt für eine Besteigung aus den Tälern eignen sich die Ornak-Hütte, Kondratowa-Hütte und die Chochołowska-Hütte.

## Belege
- Zofia Radwańska-Paryska, Witold Henryk Paryski, Wielka encyklopedia tatrzańska, Poronin, Wyd. Górskie, 2004, ISBN 83-7104-009-1.
- Tatry Wysokie słowackie i polskie. Mapa turystyczna 1:25.000, Warszawa, 2005/06, Polkart, ISBN 83-87873-26-8.

## Panorama

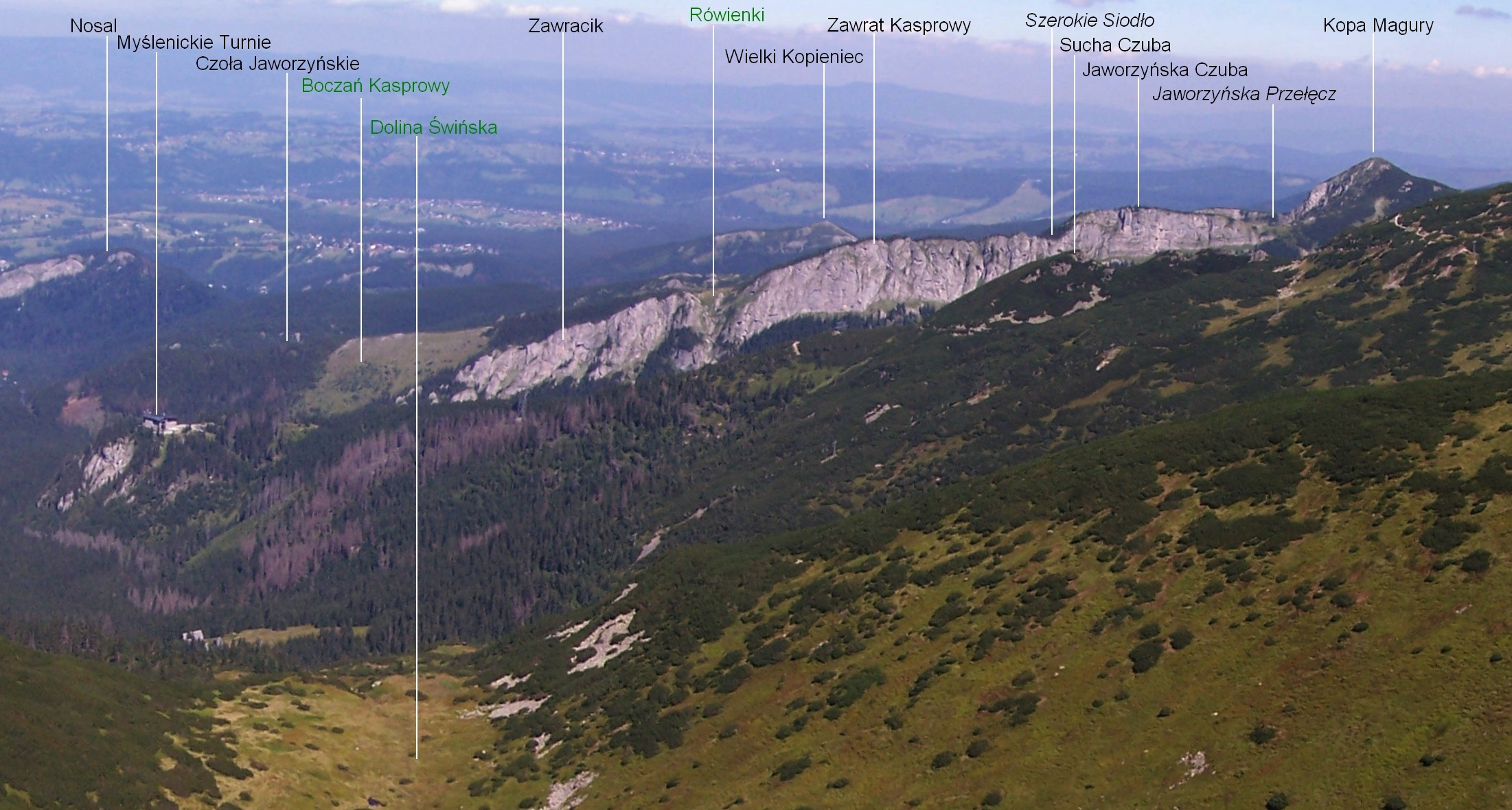
Gipfel links im Bild, Blick von dem Bergpass Świńska Przełęcz